# Josef Püttner

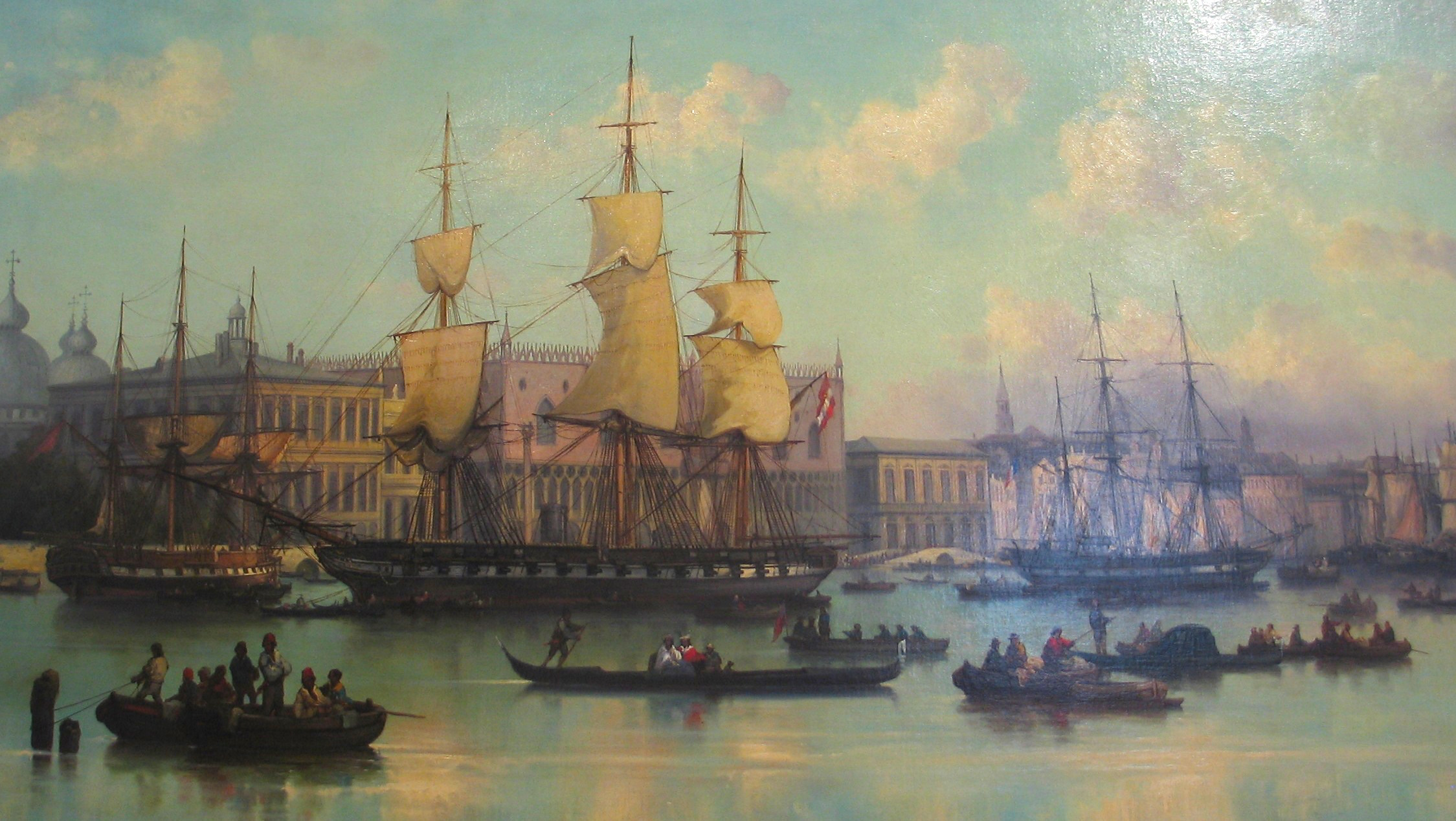
Die S. M. Novara im Canale Grande in Venedig, nach 1862

Josef Carl Berthold Püttner (* 26. Juli 1821 in Plan, Böhmen; † 29. Juli 1881 in Vöslau) war ein deutsch-österreichischer Landschafts- und Marinemaler.

## Leben und Werk
Püttner wurde zunächst als Porzellanmaler in Karlsbad ausgebildet, ehe er nach Wien umzog. In den Jahren 1842 bis 1845 war er als Zeichenlehrer bei einem Grafen Zichy in Ungarn tätig. In dieser Zeit unternahm er ausgedehnte Reisen durch das Land und fertigte überwiegend Landschaftsbilder. In den Jahren 1846 bis 1847 unternahm er Studienreisen in die Niederlande und nach Italien, wo er Rom besuchte. Die Reise führte zu dem Entschluss Marinemaler zu werden. 1850 reiste er über Hamburg nach Helgoland. Ein Aufenthalt in Island ist ebenso nachzuweisen wie weitere Studienreisen in den Jahren 1851 bis 1853 nach Nord- und Südamerika u. a. an Bord von Segelschiffen der Hamburger Reederei Joh. Ces. Godeffroy & Sohn, die ihm freie Passage gewährten. Er besuchte Valparaiso in Chile, Tahiti, Tonga, Peru und Bolivien und weiter über Panama und die Karibik (Westindischen Inseln) nach Nordamerika. Püttner war überwiegend in Wien tätig, ab dem Jahre 1869 in Vöslau.
Der Künstler wandte sich hauptsächlich der Marinemalerei zu und stellte ab dem Jahre 1842 regelmäßig auf den Ausstellungen der Wiener Akademie der bildenden Künste aus. Ab 1861 war Püttner Mitglied des Wiener Künstlerhauses.

## Werke (Auszug)
- S. M. Fregatte Novara in Canal Grande in Venedig, Öl auf Leinwand, vor 1856, ca. 80 × 120 cm, Heeresgeschichtliches Museum, Wien
- Untergang des Auswandererschiffes Austria am 13. September 1858, 1858, Öl auf Leinwand, 112 × 154 cm, Deutsches Historisches Museum, Berlin, (dhm.de).
- Die Niagarafälle, 1864, Öl auf Leinwand, 79,5 × 119 cm[4]